# Bestia (gioco)
La bestia è un gioco di carte con regole mutuate, per lo più, dalla briscola. È diffuso e praticato in tutta Italia, e benché sia praticato in genere come gioco d'azzardo, non è considerato illegale.

## Storia
Il gioco della Bestia nasce in Francia nel Settecento. È descritto nel libro Académie Universelle des Jeux - Paris 1739, consultabile online, alle pagg. 255 segg. La prima notizia italiana della Bestia viene da Raffaele Bisteghi, nel suo Il giuoco pratico, Bologna 1753, pagg 175 e segg., di cui alcuni brani sono consultabili online Il gioco francese e italiano sono analizzati e discussi nel saggio La Bestia di Raffaele Bisteghi di Girolamo Zorli pubblicato nel sito www.tretre.it
La Bestia settecentesca era diversa da quella odierna descritta qui sotto. Era un gioco di presa con obbligo di risposta e di taglio, della famiglia dell'odierno Tressette, o meglio del Trionfo/Beccaccino/Maraffone. Giocava per la vittoria del piatto il giocatore vincitore di una breve licita contro tutti gli altri. Del gioco originario restano nella Bestia di oggi alcuni fondamenti: il mazzo ridotto, il numero limitato di prese in gioco (cinque), l'obbligo di risposta e di taglio, la contesa sul numero delle prese e non sul valore delle carte, le poste o bestie pagate dal chiamante perdente che non venivano incassate dai difensori vincitori ma passavano al piatto della smazzata successiva.

## Regole
- La bestia si gioca da tre a dieci giocatori con un mazzo da quaranta carte italiane tradizionali (ad esempio piacentine, napoletane o siciliane).
- L'ordine gerarchico delle carte, dalla più alta alla più bassa, rispetta quello della briscola ed è il seguente: Asso, 3, re, cavallo, fante (o la donna come alcuni chiamano la carta con valore 8), 7, 6, 5, 4, 2.
- Una sessione di gioco si svolge in una smazzata (vale a dire una distribuzione di carte); il gioco, preceduto dalla distribuzione, consiste di due fasi principali: la dichiarazione o licitazione, che determina i giocatori della smazzata, e il gioco della carta.
- Tutti i movimenti della bestia si svolgono in senso antiorario e cioè da destra a sinistra.
- Ogni giocatore riceve tre carte.
- La presa consiste nell'insieme delle carte giocate a turno dai giocatori, per cui in ogni smazzata ci sono tre prese possibili.
- Ad ogni smazzata va costituito un piatto (normalmente in denaro) che sarà diviso per le tre prese
- Il piatto, il cui ammontare viene stabilito una volta sola ad inizio gioco, deve essere versato sempre dal mazziere al proprio turno e deve essere divisibile in tre quote.
- Nel gioco della carta bisogna rispondere al seme (palo), cioè avendo una carta dello stesso seme della prima carta giocata si ha l'obbligo di giocarla, come nel gioco del tressette, anche se il seme è di briscola.
- In mancanza del seme tirato di mano si è obbligati a giocare briscola, se in possesso.
- I giocatori che vogliono partecipare al gioco della carta bussano e quindi si impegnano a fare almeno una presa.
- I giocatori che non hanno bussato possono partecipare al gioco della carta cambiando tutte le loro carte, automaticamente si impegnano ugualmente a fare almeno una presa. Tale manovra può assumere vari nomi regionali come: "andare a cicca", "andare a dottore", "fare un dottore", "prendere il buco", "prendere il bambino", "andare a spizzico".
- Al termine del gioco della carta il piatto va sempre diviso tra i giocatori in base alle loro prese, quindi un terzo per presa.
- Se un giocatore non rispetta l'impegno di fare almeno una presa perde (va in bestia) e versa al piatto l'intero ammontare del piatto precedente.

### Regole di tattica nel gioco della carta
- se il giocatore di mano possiede la briscola dominante (l'asso) la deve giocare (tale norma è sicuramente un'ottima tattica di gioco, che molti impongono come regola, punita con il versamento del piatto se infranta). La stessa regola non vale per il tre, anche se c'è l'asso dello stesso seme a terra
- se il giocatore di mano dopo la prima presa ha briscola, la deve giocare (tale norma è sicuramente un'ottima tattica di gioco, che molti impongono come regola, punita con il versamento del piatto se infranta)
- se il giocatore deve giocare briscola (es. avendo in mano solo briscole o obbligato per non avere il seme giocato o briscola per la seconda mano) lo farà con la briscola più alta (tale norma è sicuramente una buona tattica di gioco, che molti impongono come regola, punita con il versamento del piatto se infranta. Tale tattica ha un'eccezione particolare quando la propria briscola più alta non supera quella già giocata,  che non c'entra con "l'obbligo di ammazzare")

Lo scopo del gioco è accaparrarsi la maggior parte del piatto e non far rispettare gli impegni agli altri giocatori.

## Fasi

### Distribuzione
Il mazziere (a rotazione ciascuno dei giocatori, partendo solitamente da colui che in un preventivo sorteggio ha preso la carta più alta), dopo aver mescolato le carte e fatto tagliare il mazzo dal giocatore di sinistra, ne rigira una carta davanti a sé che da quel momento indicherà il seme della briscola, quindi ne distribuirà tre alla volta ad ogni giocatore che se le sistemerà in mano, partendo dal giocatore alla propria destra.

### Dichiarazione
La "dichiarazione" o "licitazione" ha lo scopo di determinare quanti giocatori parteciperanno al gioco della carta.
Inizia dopo che il mazziere ha finito di distribuire le carte.
Durante la dichiarazione i giocatori parlano a turno.
Il primo a parlare è il giocatore di mano, vale a dire quello a destra del mazziere, quindi si procede in senso antiorario.
Ogni giocatore può passare e riporre le carte coperte sul tavolo, o bussare e partecipare al gioco della carta, così facendo si impegna a fare almeno una presa con la briscola in vigore.
Finite le "dichiarazioni", il mazziere "invita" i giocatori che hanno passato precedentemente a prendere nuove carte, chi accetta riceve tre (o quattro, vedi varianti) nuove carte ed è obbligato a giocare la partita con le nuove carte ricevute.
Nel caso in cui il mazzo non sia sufficiente a dare carte a tutti giocatori che lo abbiano richiesto, sarà cura del mazziere raccogliere tutte le carte coperte sul tavolo, esclusi gli scarti di coloro che partecipano al gioco (andati dal dottore) e la carta scoperta di briscola, formando un nuovo mazzo, che mischiato e tagliato verrà distribuito.
L'ordine con cui vengono serviti i giocatori è lo stesso dell'inizio del gioco (primo chi è di mano, ultimo il mazziere)

### Gioco della carta
Il primo giocatore alla destra del mazziere che ha bussato è il primo di mano, cioè inizia la prima mano; si procede in senso antiorario, indifferentemente se il prossimo giocatore abbia bussato oppure ripreso le carte. Chi ha bussato non ha precedenza di risposta. 
Durante la mano, ogni giocatore muove una carta alla volta e la presa si completa quando tutti i giocatori hanno fornito la propria.
Regola fondamentale del gioco è che si debba rispondere nel seme di uscita del primo giocatore: ad esempio se il primo giocatore gioca denari, tutti devono giocare una carta di denari. Nel caso che un giocatore non sia in grado di rispondere nel seme, deve giocare una carta di briscola, se ne ha. La presa spetta al giocatore che ha fornito la carta più alta nel seme di uscita, a meno che non sia stata giocata una briscola, nel qual caso predomina la carta di briscola più alta.
Attenzione alle regole di tattica specialmente se concordate come rigide.
Esaurita la presa, uscirà per la mano successiva il giocatore che ha vinto la presa precedente.

### Spartizione del piatto
Al termine del gioco della carta il piatto va diviso per le 3 prese mentre chi ha giocato e non ha fatto nessuna presa va in bestia e pagherà l'ammontare del piatto al piatto.
Se non ci sono giocatori che vanno in bestia si inizierà con il giro obbligatorio, se concordato ad inizio gioco.

## Varianti

### Variante con cambio delle carte (accomodo)
A inizio gioco è possibile stabilire che si possa o meno cambiare/scartare le carte. Si deve stabilire se vengono date quattro carte, anziché tre, a chi ne prende di nuove e, volendo, se e quante carte può cambiare il giocatore che ha bussato, se nessuna, una o due.
Se si prendono quattro nuove carte, se ne dovrà scartare una prima del gioco della carta.
Questo non varia l'ordine in cui vengono serviti i giocatori.

### Varianti della smazzata
- Con briscola dominante: di fianco alla briscola viene posta una seconda carta coperta, che verrà scoperta solo dopo che tutti i giocatori avranno deciso se bussare ed avranno opportunamente cambiato le rispettive carte. Se questa risulterà di valore più basso rispetto alla briscola scoperta precedentemente, si continuerà a giocare normalmente rimettendola coperta. In caso contrario, sarà invece considerata briscola e verrà coperta la prima. Se invece le due carte avranno uguale valore si annulleranno e la briscola sarà una terza carta scoperta dal mazzo. In questo modo nessuno, prima di scoprire la seconda carta, avrà la certezza matematica di fare almeno una presa.
- Giro cieco: con il piatto formato dalle sole quote del mazziere tutti i giocatori sono obbligati a partecipare al gioco della carta come se bussassero senza cambiare carte. Tale variante può essere adottata come regola ad inizio gioco e serve aumentare la posta in gioco anche a carico dei giocatori che azzardano meno.
- Buio: su un piatto formato dalle sole quote del mazziere e prima della distribuzione, il mazziere stesso può aumentare la posta versando una nuova quota ed obbligando tutti i giocatori che vogliono proseguire nella smazzata a corrispondere lo stesso ammontare. Tutti i giocatori che hanno risposto al buio devono giocare obbligatoriamente come nel giro cieco.
- Cucù: i giocatori decidono di giocare o meno senza vedere il seme della briscola. Dopo che tutti hanno deciso cosa fare ciascun giocatore che ha lasciato il gioco precedentemente può comprare carte e giocare, a questo punto, obbligatoriamente. Soltanto dopo che sarà conclusa questa fase la briscola potrà essere girata.
- A perdere: nessun giocatore punta. Tutti i giocatori devono giocare obbligatoriamente. Chi fa le prese mette la bestia decisa dal mazziere precedentemente.
- Giro della morte: (utilizzato per far salire la bestia in pochi giri) tutti i giocatori puntano una quota iniziale, il mazziere non mette niente. Il primo giro tutti i giocatori sono obbligati a partecipare al gioco della carta, ma possono scegliere se bussare e cambiare le carte oppure non bussare e prendere un buco. Si gioca finché non si esaurisce la bestia.